# Palermiti
Palermiti  község (comune) Olaszország Calabria régiójában, Catanzaro megyében.

## Fekvése
A megye központi részén fekszik. Határai: Centrache, Gasperina, Montauro, Montepaone, Squillace és Vallefiorita.

## Története
A települést valószínűleg a 14. században alapították, valószínűleg Palermóból származó lakosok. Erre utal neve is. A 19. század elején vált önálló községgé, amikor a Nápolyi Királyságban felszámolták a feudalizmust.

## Népessége
A népesség számának alakulása:

## Főbb látnivalói
- Palazzo Pregoni
- Palazzo Migali
- Palazzo Jannini
- San Nicola Vescovo-templom
- Maria SS. della Luce-templom